# Cuenca del Pacífico
La cuenca del Pacífico comprende los territorios que están alrededor de la costa del océano Pacífico.  La cuenca incluye tanto la costa como las islas en el Océano Pacífico.  La cuenca del Pacífico se superpone aproximadamente con el geológico cinturón de fuego del Pacífico.

## Lista de países en la cuenca del Pacífico
Esta es una lista de países que son generalmente considerados parte de la cuenca del Pacífico, ya que se encuentran a lo largo del océano Pacífico.
| - Norte/Este de Asia - Rusia - Japón - Corea del Norte - Corea del Sur - China - Hong Kong - Macao - Taiwán - Sur/Este de Asia - Vietnam - Camboya - Tailandia - Malasia - Singapur - Brunéi - Indonesia - Filipinas - Timor Oriental | - Oceanía (estados soberanos) - Australia - Palaos - Micronesia - Papúa Nueva Guinea - Islas Salomón - Nauru - Islas Marshall - Vanuatu - Nueva Zelanda - Tuvalu - Fiyi - Kiribati - Tonga - Samoa - Niue - Islas Cook | - Oceanía (dependencias) - Territorios externos de Australia - Isla Norfolk - Reino de Nueva Zelanda - Tokelau - Territorios de ultramar de Francia - Nueva Caledonia - Wallis y Futuna - Polinesia Francesa - Territorios de ultramar del Reino Unido - Islas Pitcairn - Áreas insulares de los Estados Unidos - Islas Marianas del Norte - Guam - Samoa Americana - Estados Unidos - Hawái - Chile insular - Isla de Pascua | - América del Norte - Canadá - Estados Unidos - México - América Central - Guatemala - El Salvador - Honduras - Nicaragua - Costa Rica - Panamá - América del Sur - Colombia - Ecuador - Perú - Chile |

## Comercio
El Pacífico es un semillero de envíos al extranjero. Los diez puertos de contenedores más activos del mundo se encuentran en las naciones de la cuenca del Pacífico, con la única excepción del puerto de Jebel Ali, en Dubai, que ocupa la novena posición. Las naciones de la cuenca albergan 29 de los 50 puertos de embarque de contenedores más activos del mundo:
| - Corea del Sur - Busan (5.º) - Japón - Yokohama (36.º) - Tokio (25.º) - Nagoya (47.º) - Kobe (49.º) - Taiwán - Kaohsiung (12.º) - Hong Kong - Hong Kong (3.º) | - China - Shanghái (1.º) - Shénzhen (4.º) - Ningbó-Zhoushán (6.º) - Cantón (7.º) - Qingdáo (8.º) - Tianjín (10.º) - Xiamén (19.º) - Dalián (21.º) - Lianyungáng (30.º) - Yingkou (34.º) | - Filipinas - Manila (37.º) - Vietnam - Saigón (28.º) - Tailandia - Laem Chabang (22.º) - Malasia - Klang (13.º) - Tanjung Pelepas (16.º) - Singapur - Singapur (2.º) | - Indonesia - Yakarta (24.º) - Surabaya (38.º) - Canadá - Vancouver (50.º) - Estados Unidos - Los Ángeles (17.º) - Long Beach (18.º) - Seattle/Tacoma (48.º) - Panamá - Balboa (43.º) |

## Organizaciones en la Cuenca del Pacífico
Varias organizaciones intergubernamentales y no gubernamentales se concentran en la cuenca del Pacífico, entre ellas el APEC, el EWC, la SPRC y el IAR. Además, aquí se desarrollan los ejercicios navales RIMPAC, que son coordinados por el Comando del Indo-Pacífico de Estados Unidos.